# Parque Nossa Senhora da Piedade
O Parque Nossa Senhora da Piedade está localizado na região Norte de Belo Horizonte, possui 59.360 m² de área totalmente cercada. Sua criação se deu em 2008 através do Programa Drenurbs (Programa de Recuperação Ambiental de Belo Horizonte).

## História
Originado da necessidade de saneamento do Córrego Nossa Senhora da Piedade, o parque foi idealizado como um equipamento com função simultânea de manejo de drenagem, lazer e preservação. Inaugurado em maio de 2008, proporcionou uma nova opção de lazer aos moradores do bairro Aarão Reis. Os investimentos da parceria entre a Prefeitura e o Banco Interamericano de Desenvolvimento (BID) somaram R$ 22,8 milhões, divididos entre as intervenções, a desapropriação de terrenos e a remoção de famílias.

## Descrição
O Parque apresenta um grande lago artificial e diversos equipamentos de lazer e contemplação.

## Flora
O levantamento de flora local está em fase de elaboração.